# 1259 Одьялла
1259 Одьялла (1259 Ógyalla) — астероїд головного поясу, відкритий 29 січня 1933 року.
Тіссеранів параметр щодо Юпітера — 3,208.
Названо на честь астрономічної, метеорологічної і сейсмологічної обсерваторії у колишньому угорському (нині словацькому) місті Одьялла (Гурбаново)